# Association italienne du tourisme responsable
L'Association italienne du tourisme responsable (AITR) est un groupe d'entreprises, coopératives et associations, œuvrant dans le tourisme durable en Italie,.

## Histoire
L'Association italienne du tourisme responsable doit sa création en 1998 par onze membres à leur désir commun « d'améliorer les aspects éthiques et sociaux » du tourisme. Passée à 63 membres dix ans après, elle en comptait 86, dont 9 hors d’Italie, un an plus tard, après s'être fait connaitre dans plusieurs salons. Elle est membre de La Coalition Internationale pour un Tourisme Responsable (CITRR).
Parmi les missions que se donne notamment l'Association italienne du tourisme responsable figurent une « action dans la durée » et le « respect des cultures et des identités » locales ,. Elle a rapidement produit une charte nationale, qui en 2008 regroupait 63 associations et coopératives œuvrant dans le tourisme durable.
L'AITR s’est impliquée à partir de la seconde partie des années 2010 avec l' un de ces adhérents l'agence Sardaigne en liberté dans la valorisation de l'âne sarde comme figure de la randonnée en Sardaigne, à travers les chemins de transhumance, depuis la reconnaissance de transhumance en Sardaigne et en Italie par l'UNESCO.
Elle est depuis sa création partenaire du Festival du tourisme responsable Itaca qui a lieu chaque année en Italie . 
Elle est membre de ISTO , l'organisation du tourisme social au niveau international  